# شرکت برق یونان
شرکت برق یونان (به انگلیسی: Public Power Corporation of Greece) بزرگترین شرکت برق یونانی است، که توسط دولت یونان مدیریت می‌شود. این شرکت در زمینه تولید و توزیع انرژی الکتریکی، فعالیت می‌نماید.
شرکت برق یونان مالک ۳۴ نیروگاه برق آبی و نیروگاه حرارتی، ۳ نیروگاه بادی و ۶۰ نیروگاه مستقل که نیروگاه‌های فتوولتاییک، گرمایی و بادی را در بر می‌گیرد.
دفتر مرکزی این شرکت در شهر آتن، یونان قرار دارد و بخشی از سهام آن در بازار بورس آتن دادوستد می‌شود.